# Réquiem (Berlioz)

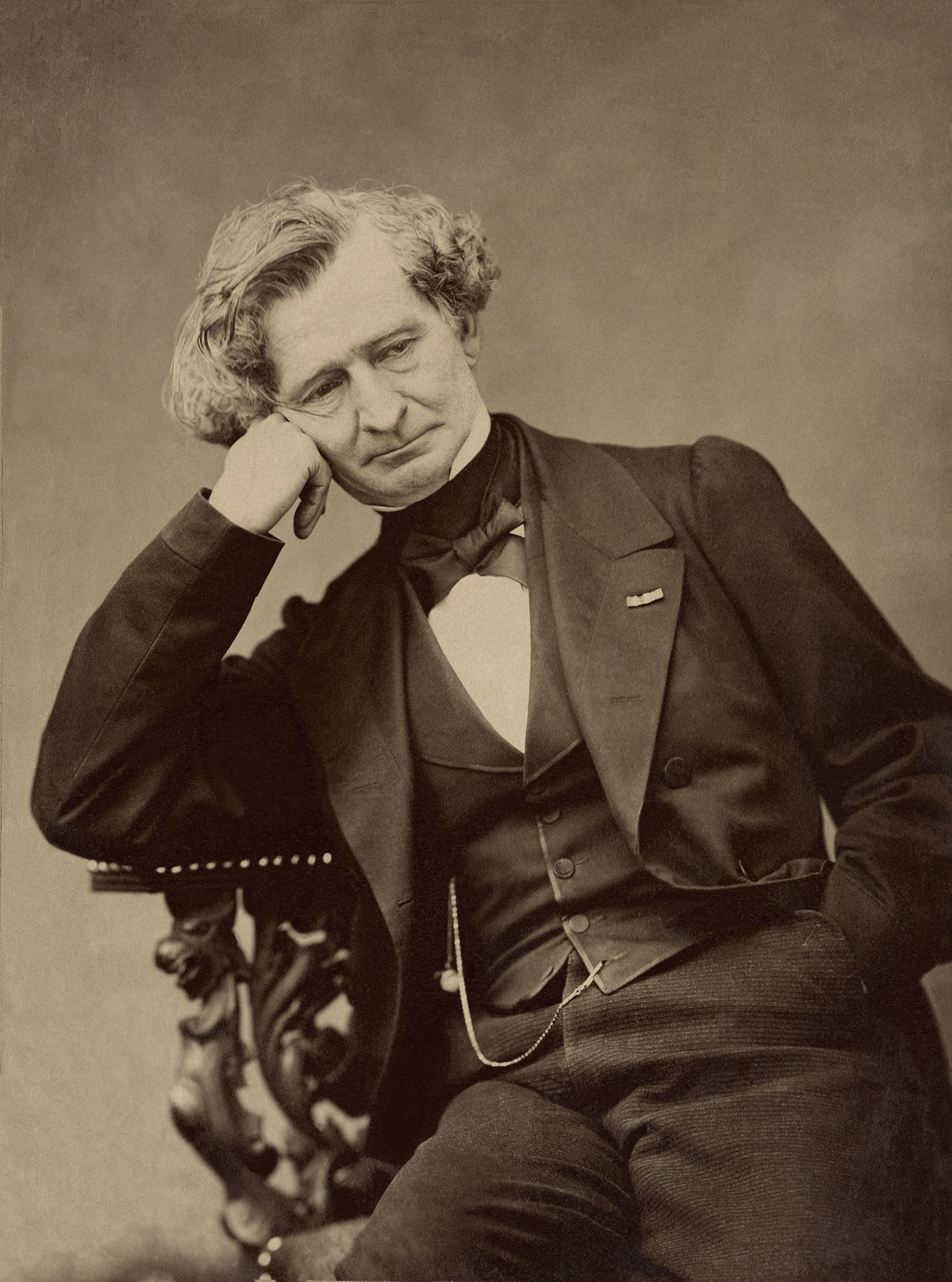
Hector Berlioz (1803-1869)

La Gran misa de muertos (cuyo título original en francés es Grande messe des morts) es un requiem del compositor Hector Berlioz catalogado como su opus n.º 5. Fue estrenado el 5 de diciembre de 1837 en la Iglesia de San Luis de los Inválidos, durante el funeral de Charles-Marie Denys de Damrémont, general francés que había sido asesinado en Argelia. 
El texto es el propio de la misa católica de difuntos.